# Fritz Zander
Fritz Zander (* 22. September 1890 in Königsberg; † nach 1945) war ein deutscher Verwaltungsbeamter und kommissarischer Landrat des Kreises Grafschaft Bentheim.

## Leben
Nach dem Abitur in Potsdam studierte er Jura in Berlin und Jena, wo er – unterbrochen durch den Kriegseinsatz – 1919 promovierte. 1944 wurde der Oberregierungsrat vom Regierungspräsidium Breslau zur kommissarischen Verwaltung des Landkreises Grafschaft Bentheim nach Bentheim versetzt. Im März 1945 übernahm dann Ernst Wallhöfer, zuvor Landrat im Gau Danzig-Westpreußen, als Landrat die Leitung des Landkreises Grafschaft Bentheim.
| Personendaten    | Personendaten                                                                            |
| ---------------- | ---------------------------------------------------------------------------------------- |
| NAME             | Zander, Fritz                                                                            |
| KURZBESCHREIBUNG | deutscher Verwaltungsbeamter und kommissarischer Landrat des Kreises Grafschaft Bentheim |
| GEBURTSDATUM     | 22. September 1890                                                                       |
| GEBURTSORT       | Königsberg                                                                               |
| STERBEDATUM      | nach 1945                                                                                |